# Monochaetiopsis lakefuxianensis
Monochaetiopsis lakefuxianensis är en svampart som beskrevs av L. Cai, Jeewon & K.D. Hyde 2003. Monochaetiopsis lakefuxianensis ingår i släktet Monochaetiopsis och familjen Amphisphaeriaceae.   Inga underarter finns listade i Catalogue of Life.